# 埃里克·卡特曼
艾瑞克·西奥多·卡特曼（英語：Eric Theodore Cartman）是美國动画電視剧集《南方公園》的四名主要角色之一，由該劇集創作人之一的特雷·帕克配音。該角色最早创作于1992年的动画短片《耶稣与雪人》中，并于1997年8月13日以《南方公园》人物首次在电视上出現。

## 角色設定
卡特曼為家中的獨子，出身於單親家庭，有一隻名為咪咪的寵物貓，以及名為Fluffy的寵物豬，許多個人物品上都有威靈頓小熊的圖像，對拍攝了解，也非常愛貓，在球隊中擔任捕手，擔任過南方公園的暫時警員，Scott Tenorman（台譯奧賽馬）是他同父異母的哥哥。卡特曼由劇中表現可知非常聰明，知道中文、德文、法文、西班牙語等。在某種程度上很有領導能力，很容易煽動人群讓人群們支持卡特曼。在浣熊俠聯盟裡，聯盟裡面扮演的是浣熊俠。每次只要有人笑他胖，他就會回答「我不胖！我只是骨架大！」

### 性格
卡特曼身材肥胖，行为阴险、古怪、恶毒且幾乎對他人都抱著極大的不信任感，凱子曾經描述他是個「胖、自私、種族歧視、心胸狹窄的控制型反社會分子」。由於媽媽過於溺愛卡特曼造成卡特曼個性非常暴躁(家族中唯獨阿ㄆㄧㄚˇ媽個性溫柔其他親人都是非常暴躁)，往往自以為是地解釋別人說的話, 講錯之後又會強詞奪理自圓其說，经常以暴力及过份戏剧化的方式回应事件；他常不管后果、操纵别人以达到自己的目的，有时造成破坏甚至死亡，自稱自己做事有始有終。他厌恶所有與他不同的族群或團體，尤其是嬉皮士和犹太人，并常对他们公开展露敌意，同時也非常崇拜希特勒，这也是他与凱子对抗的根源所在。雖然在英語環境中，同伴之間常互稱名字（first name）以示友善，但在劇中，卡特曼的同伴總是直呼其姓氏，但只有少數角色會以卡特曼的名字稱呼他（例如大頭)。

## 特別受到關注的情節
- 在第1季第7集中，阿ㄆㄧㄚˇ在學校的萬聖節活動扮演希特勒，讓老爹為此感到反感，同時也被維多利亞校長阻止，且維多利亞校長為了維護校譽，將其打扮成鬼(3K黨)的模樣。
- 在第2季第2集中，阿ㄆㄧㄚˇ被告知他父親即為他的母親；但在第14季第6集中證實其父親為傑克·傲賽馬，且有一位同父異母的哥哥史考特·傲賽馬。
- 第5季第4集造成了极其恶劣的影响，被认为是其黑化的开始
- 在第9季第2集中，靠著自己對嬉皮的了解成功拯救整個小鎮。
- 在第15季第12集中可看出有些許的精神分裂
- 卡特曼在第12季第8集〈中國問題〉中，說了一句中文：「非常謝謝！」。
- 雖然卡特曼人際關係非常差（尤其是對凱子），但部分幾集對朋友還是有關懷的現象，第10季第2集中凱子家搬去舊金山遇到危險風暴，卡特曼跑去不想踏入的舊金山救凱子一家，還有在第11季第11集中也為了凱子差點去世而傷心。儘管只是為了找一個能欺負的對象，和讓凱爾舔卡特曼的蛋蛋；最著名的例子應該是在第6季第3集中顯現出對屎蛋身體健康的關心。
- 在第8季第3集〈猶太人受難記〉（The Passion of the Jew）中，卡特曼受到一部梅尔·吉布森導演作品《耶穌受難記》中耶穌基督受到猶太人酷刑折磨等情節的影響，變成阿道夫·希特勒的形象，發動鎮上群眾發起反猶太裔遊行。[8]
- 在諧擬體育用品生產商Nike公司於美國NBA職業籃球員勒布朗·詹姆斯於2010年夏季斷然拒絕原球隊克里夫兰骑士慰留而轉會，引起部分輿情抨擊後，為他製作的電視廣告〈我該怎麼做？〉（What Should I Do?）的劇情中，卡特曼遭到同伴排擠、趕出他們自創的「秘密組織」；他以近似詹姆斯在廣告中的口吻獨白：「我該直接向朋友們道歉，請他們讓我回去，告訴他們說我從前真是個自私的混蛋（selfish jerk）嗎？我該怎麼做？我應該承認自己以前做錯了，請求大家原諒，然後回到我從前的團隊裡去嗎？」但他最終還是決定：「去他的！我要〔…〕踢爛他們的人類陰莖！」[9]

## 註腳
1. 羅馬拼音：A Piǎ，「Piǎ」是「屁眼」的谐音，對應卡特曼的同伴們給身材肥胖的他「fat ass」的謔稱；而他的肛门本身也多次成为剧集的话题，例如：第一集〈卡特曼接受肛门检查〉。
2. ↑  在S11E02跟S11E12S中可知
3. ↑  在S12E03中得知
4. ↑  在S10E08可知
5. ↑  在S11E08可知
6. ↑  在S09E06中
7. ↑  .   [2020-06-29]. （原始内容存档于2020-11-07）.
8. ↑  .   [2010-12-06]. （原始内容存档于2016-09-23）.
9. ↑  .   [2010-12-06]. （原始内容存档于2016-04-18）.